# 노아사우루스
노아사우루스(Noasaurus)는 중생대 백악기 후기, 오늘날 남아메리카 대륙에서 서식한 2족보행의 육식공룡이다. 화석은 아르헨티나에서 발견되었다. 학명은 화석이 발견된 것에서 유래하여 "아르헨티나 북서부의 도마뱀(Northwestern Argentina lizard)"이란 의미를 갖고 있다.

## 형태
전체 몸 길이는 약2m, 체중은 15kg정도 되었을 것으로 추정된다.